# Ujhely Gizella
Ujhely Gizella (Komádi, 1890. – Budapest, 1941.) tanítónő, tanulmányszerző.
Nagybátyja, Ujhely Géza, Kossuth Ferenc munkatársa volt. Ujhely Gizella a Budapesti Egyetem Bölcsészkarán tanult, és szerzett diplomát, 1913-ban, majd tanítónőként Budapesten dolgozott. Ebben az évben  jelent meg mindkét tanulmánya. Egy év múlva férjhez ment dr. Faragó János József ügyvédhez, akitől négy gyermeke született. A háború és a későbbi történelmi események, családi gondjai, és további életére kiterjedő súlyos betegsége megakadályozták nagyobb ívű tudományos munkásság kifejtésében. A Farkasréti temetőben nyugszik. 
Két tanulmánya a centenáriumon jelent meg egy kötetben. Megismerhetjük Kossuth Lajosnak a reformkorban kifejtett széles körű, részletekre kiterjedő tevékenységét, mellyel nagymértékben előmozdította az ország fejlődését, és Széchenyi negatívabb megítélésének okait, aki bizonyos dolgokat megakadályozott, illetve megnehezített, elsősorban a vasút ügyét. A XVI. századi  királyi Magyarországgal foglalkozó dolgozat a magyar főurak nagyrészt negatív viselkedését tárja elénk.

## Munkássága
- Kossuth Lajos a magyar művelődéstörténelemben. Budapest, 1913. Büchler Henrik kiadása.
- A magyar főúri társadalom a Mohácsi vésztől Bocskai első támadásáig (1526-1604). Budapest, 1913. Büchler Henrik kiadása.
- Történelmi tanulmányok. Budapest, 2013. magánkiadás.